# Seelisbergtunnel

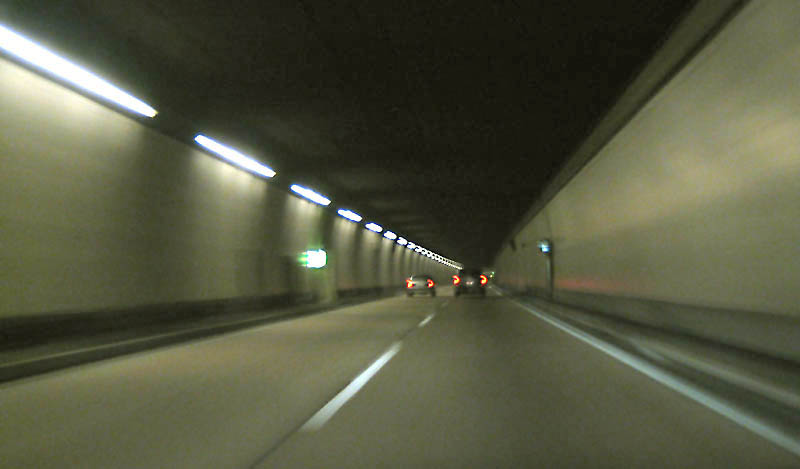
In de Seelisbergtunnel

De Seelisbergtunnel is een tunnel bestemd voor motorvoertuigen in Zwitserland.

## Beschrijving
De tunnel is een tweebuizige tunnel bestemd voor motorvoertuigen, onderdeel van de A2 en daarmee een belangrijk deel van de noord-zuidverbinding van Zwitserland. De naam van de tunnel komt niet van de gelijknamige berg, maar van het bekende dorp Seelisberg. Het bergmassief, welke door de Seelisbergtunnel hoofdzakelijk doorkruist wordt, is de 1924m hoge Niederbauenchulm. De tunnel werd tussen 1971 en december 1980 gebouwd. Bij ingebruikname was de 9292 meter lange Seelisbergtunnel de langste tweebuizige tunnel, bestemd voor motorvoertuigen, ter wereld. Dat record is inmiddels overgegaan naar de Yamate Tunnel in Japan. De Seelisbergtunnel is nog wel steeds de langste tweebuizige verkeerstunnel van Zwitserland.

## Bouwwerk
De tunnel bevat twee buizen. De afstand tussen de twee buizen is gemiddeld 25m. De maximale hoogte is 4,5m en de maximale breedte is 7,5m. Elke 300m zijn de tunnelbuizen met elkaar verbonden. Door een voor die tijd geavanceerd zuurstofvoorziening- en ventilatiesysteem kon er een ruime dubbelloops tunnel aangelegd worden. Uniek is de rechte structuur en de materiaalkeuze voor het wegdek, betonplaten.

## Verkeer
De tunnel wordt gemiddeld door 20.000 voertuigen per dag gebruikt. De maximale snelheid is 100 km/h. Ondanks zijn lengte en eentonigheid komen er nauwelijks ongevallen in de tunnel voor. De helft van de weinige dodelijk ongevallen wordt veroorzaakt door tegemoetkomend verkeer, wanneer de andere buis tijdelijk voor onderhoud is afgesloten en het verkeer door 1 buis wordt geleid.